# Елизабет Барийе
Елизабет Барийе (на френски: Élisabeth Barillé) е френска журналистка и писателка на произведения в жанра социална драма, пътепис, биография и документалистика.

## Биография и творчество
Елизабет Барийе е родена на 3 октомври 1960 г. в Париж, Франция. Баща ѝ е анжуйец, а майка ѝ е рускиня. Дядо ѝ по майчина линия е емигрант от Русия след революцията през 1917 г.
Първият ѝ роман „Тяло на момиче“ е издаден през 1986 г. Той е история за млада студентка на 23 години, току-що пристигнала в Париж от провинцията, която от плячка се превръща в ловджийка в отношенията ѝ с известен писател, и с жестока, неприкрита ирония говори за себе си, тялото си, връзките си. Книгата получава наградата „Контрапункт“ за млади писатели.
През 1996 г. се установява за 15 години в Амстердам. Градът е описан в книгата ѝ „Амстердам, по моя начин“ от 2002 г., който е номиниран за наградата „Дьо Маго“.
Тя пътува като репортер за няколко туристически списания. От пътуванията си в Индия е вдъхновена за 2 свои книги. Романът „Маймуни“ (2004) е история на фона на Ришикеш, в подножието на веригата на Хималаите, за отклоненията на западняците, тръгнали в търсене на благополучие. Романът ѝ „В нейните крака“ (2006) е автобиографичен разказ за жената и писателката.
През 2010 г. пътува из западната част на Русия за 8 седмици, което описва в книгата си „Руска легенда“ от 2012 г., свързана с писателката Лу Андреас-Саломе.
През 2014 г. е издадена книгата ѝ „Любов призори : Анна Ахматова – Амедео Модиляни“. В романа, след проучване на редица писма, стихове, дневници, фотографии, рисунки, проследява връзката на двамата творци. Книгата получава литературните награди „Симон Вей“ и „Левия бряг на Париж“.
Авторка е на текстове за песни на Бертран Бюргала.
Елизабет Барийе живее в Париж.

## Произведения
- Corps de jeune fille (1986)[1][2]
- L'Envie de Marie (1989)
- Anaïs Nin : masquée, si nue (1991)
- Le livre du parfum (1995) – с Катрин Лароз
- Coty : parfumeur et visionnaire (1995)
- Laure : la sainte de l'abîme (1997) – с Катрин Лароз
- Lanvin (1997)
- Exaucez-nous (1999)
- Guerlain (1999)
- Un couple modèle (2001)
- Amsterdam, à ma guise (2002)
- Le Goût d'Amsterdam (2003)
- Singes (2004)
- Le Roi des blini (2005)
- À ses pieds (2006) – награда „Франсоа-Виктор-Нури“
- Extases de femmes : nouvelles (2007) – с Корин Алуш, Мерседес Беланж, Валери Боагел
- Paris portraits (2007) – с Клод Арно, Жерар дьо Кортанзе, Даниел Максимен
- Les Douze Coups de minuit : contes sensuels de Noël (2007)
- Heureux parmi les morts (2009)
- L'École de la vie / Lou Andreas-Salomé (2010)
- Une légende russe (2012)
- Un amour à l’aube (2014)[3]
Любов призори : Анна Ахматова – Амедео Модиляни, изд.: ИК „Изток-Запад“, София (2014), прев. Георги Цанков
- Le Goût de la Russie (2015)
- L'Oreille d'or (2016)
- Sur les pas de Shiva (2021)